# Ирахоба
Ирахоба — река в Приуральском районе Ямало-Ненецкого АО. Устье реки находится в 50 км от устья Някхоб по левому берегу. Длина реки составляет 52 км, площадь водосборного бассейна — 300 км². Значительный правый приток — Харвъяхако.

## Данные водного реестра
По данным государственного водного реестра России относится к Нижнеобскому бассейновому округу, водохозяйственный участок реки — Обь от впадения реки Северная Сосьва до города Салехард, речной подбассейн реки — бассейны притоков Оби ниже впадения Северной Сосьвы. Речной бассейн реки — (Нижняя) Обь от впадения Иртыша.
Код объекта в государственном водном реестре — 15020300112115300032941.